# تاجر الفضائح (فلم)
تاجر الفضائح فيلم مصري تم إنتاجه عام 1953، إخراج حسن الإمام و بطولة هدى سلطان و يحيى شاهين و فريد شوقي.

## تمثيل
- هدى سلطان
- يحيى شاهين
- فريد شوقي
- حسين رياض
- زينب صدقي
- هاجر حمدي

## روابط خارجية
- مقالات تستعمل روابط فنية بلا صلة مع ويكي بيانات